# Geschützter Landschaftsbestandteil Auensaum der Neger
Der Geschützte Landschaftsbestandteil Auensaum der Neger mit 0,09 ha Flächengröße liegt nördlich von Siedlinghausen im Stadtgebiet von Winterberg. Das Gebiet wurde 2008 bei der Aufstellung vom Landschaftsplan Winterberg durch den Kreistag des Hochsauerlandkreises als Geschützter Landschaftsbestandteil (LB) ausgewiesen. Der LB grenzt im Norden an die Stadtgrenze von Winterberg.

## Gebietsbeschreibung
Es handelt sich um den an den Fluss Neger angrenzenden Auensaum. Dieser Auensaum ist im Stadtgebiet Olsberg als Geschützter Landschaftsbestandteil Neger-Bachlauf mit Auensaum ausgewiesen.

## Schutzgrund
Der LB wurde als herausragendes landschaftsgliederndes Element und naturnaher Vernetzungsbiotop sowie zur Sicherung eines nach § 62 LG Biotop aufgenommen. Der Auensaum ist ein gesetzlich geschütztes Biotop nach § 30 BNatSchG.